# Línea SE715 (EMT Madrid)
El Servicio Especial (S.E.) codificado como SE715 de la EMT de Madrid unía las estaciones de Alto del Arenal y Atocha Renfe, sustituyendo a parte del tramo cerrado de la línea 1 de Metro durante el verano y otoño de 2016.

## Características
Esta línea formó parte de una serie de tres rutas habilitadas para suplir a la línea 1 de Metro durante sus obras de mejora. Comenzaron a operar el 3 de julio de 2016 y su servicio finalizó el 22 de octubre del mismo año, coincidiendo con la reapertura del correspondiente tramo de la línea 1. Hasta el 14 de septiembre operó con el trayecto Atocha Renfe - Sierra de Guadalupe, siendo acortada hasta Alto del Arenal por la apertura de la estación homónima y la de Miguel Hernández.
En los teleindicadores de los autobuses, su denominación era SE2.

## Material móvil
MAN NG-313F Castrosua CS40 City II (articulado, serie 401-481) pertenecientes al Centro de Operaciones de Carabanchel.